# 花園神社
35°41′36.7″N 139°42′18.5″E / 35.693528°N 139.705139°E
花園神社（はなぞのじんじゃ）是位於東京都新宿區的神社。舊社格為鄉社。祭祀倉稻魂命（花園神社）・日本武尊（大鳥神社）・受持神（雷電神社）等3柱神。作為新宿總鎮守而聞名。

## 概要
神社建於新宿市中心，作為新宿總鎮守自江戶時代的宿場內藤新宿開始以來，便被當作新宿的守護神祭祀。此外，在神社內常常定期舉辦各種劇團的活動，擔任了新宿文化的一翼亦廣為人知。鮮紅色的社殿被當作參拜客的休憩、等待場所，人潮總是絡繹不絕。

## 緣由
創建的歷史不明，但在德川家康1590年進入江戶時就已經存在，傳聞是大和國吉野山的分靈。之後，因為德川幕府在當地設立了內藤新宿，花園神社也隨之作為鎮守並受到當地的祭祀。

## 境內社
- 藝能淺間神社 - 1928年（昭和3年）創祀的境内攝社。1965年（昭和40年）播遷至現在地。祭神為木花之佐久夜毘売。
- 威德稻荷神社 - 1928年（昭和3年）創祀的境内攝社。神額為「威德稻荷大明神」。
- 納大明神 - 古神札納所。

## 末社
- 三社稲荷神社（新宿2丁目16番2號） - 1921年（大正10年）左右，在新宿遊廓內祭祀的稻荷神。2005年（平成17年）1月，與花園神社境內社的威德稻荷神社合祀，現已不存。
- 雷電稻荷神社（新宿4丁目4番23号） - 祭神為受持神。1928年（昭和3年），雷電稻荷神社與花園神社合祀並廢社，但是之後當地住民在其原地重建了鳥居與祠堂，作為「雷電稻荷神社」持續存在。重新成為末社。境內祭祀辨才天。

## 文化財

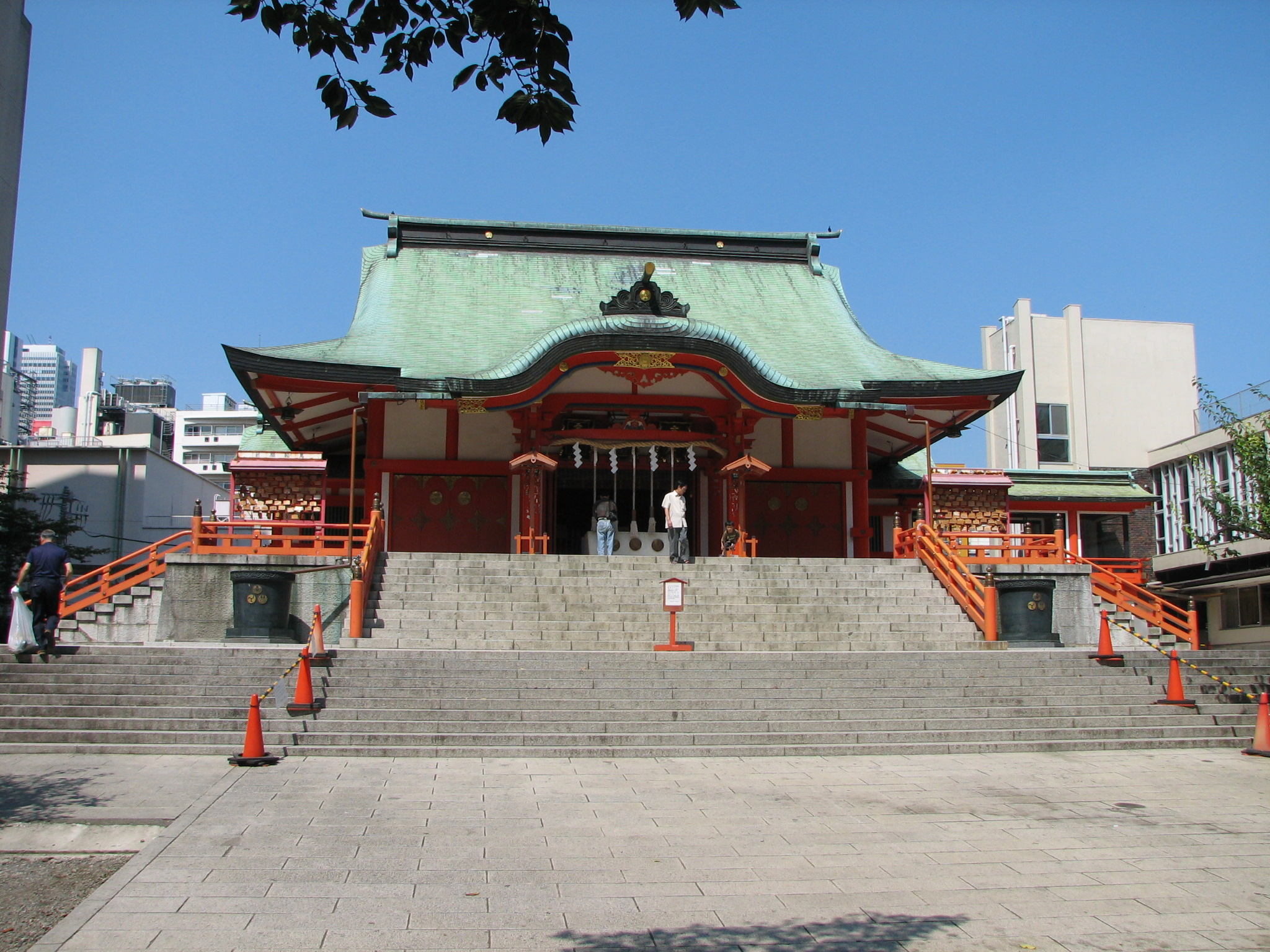
花園神社拜殿

- 唐獅子像　一對 － 新宿區指定有形文化財（雕刻）

## 祭事
- 1月1日 - 新年參拜
- 1月8日 - 湯之花神事
- 2月3日 - 節分祭
- 2月11日 - 建國祭・搗麻糬大會
- 2月15日 - 二之午祭（にのうまさい）
- 4月 - 花祭
- 5月 - 例大祭
- 6月 - 夏越大祓
- 7月 - 開山祭
- 8月 - 盂蘭盆節盆踊
- 11月 - 七五三詣
- 11月的酉の日 - 酉の市
- 12月31日 - 大祓

## 圖片

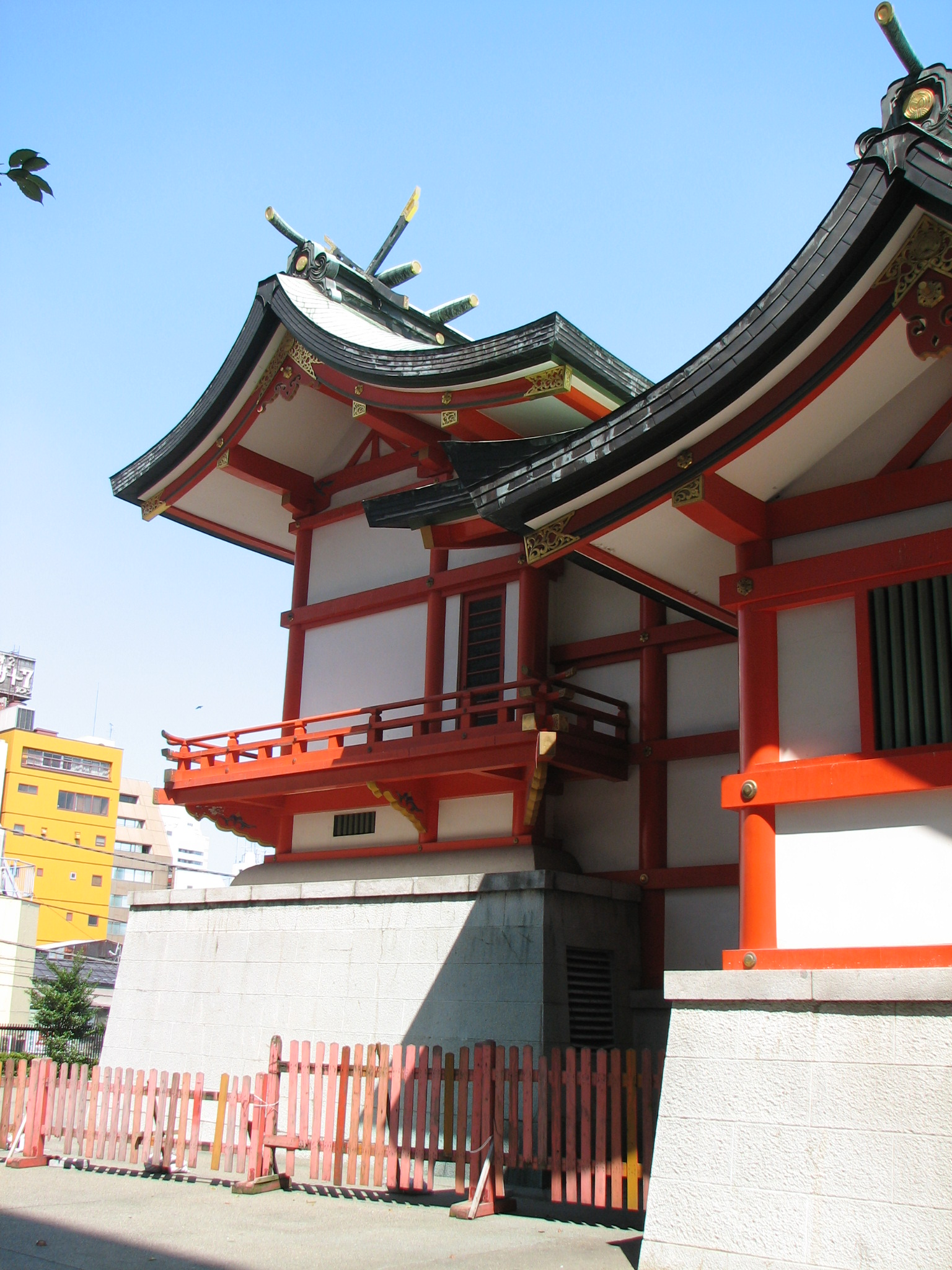
本殿
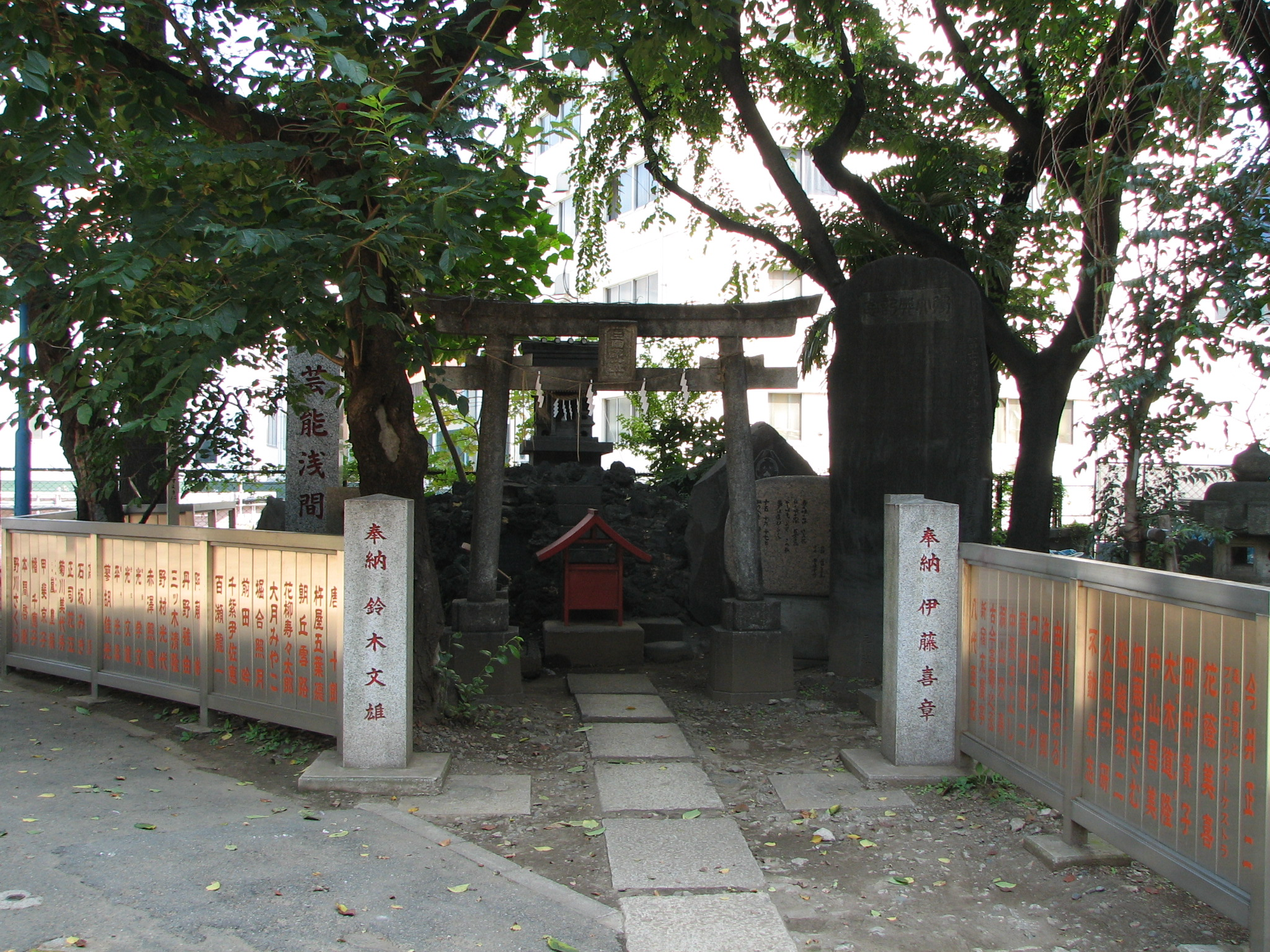
藝能淺間神社
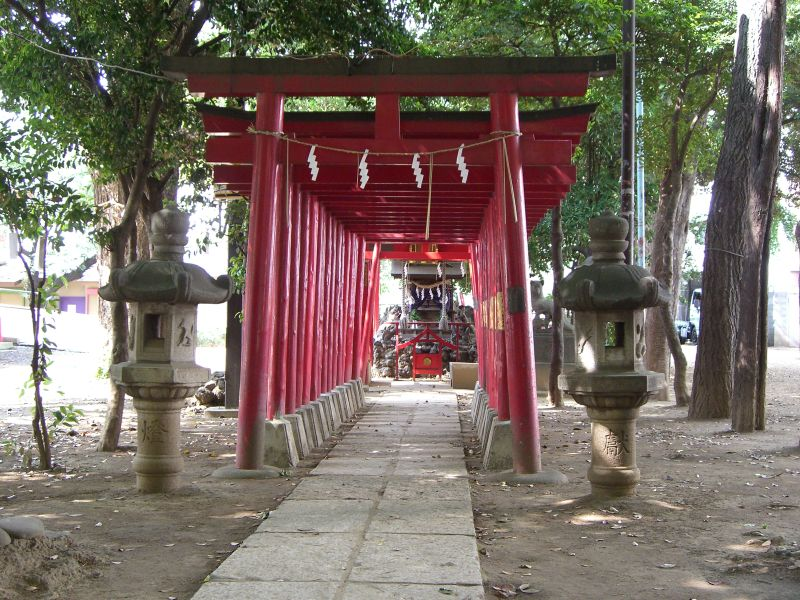
威德稻荷神社
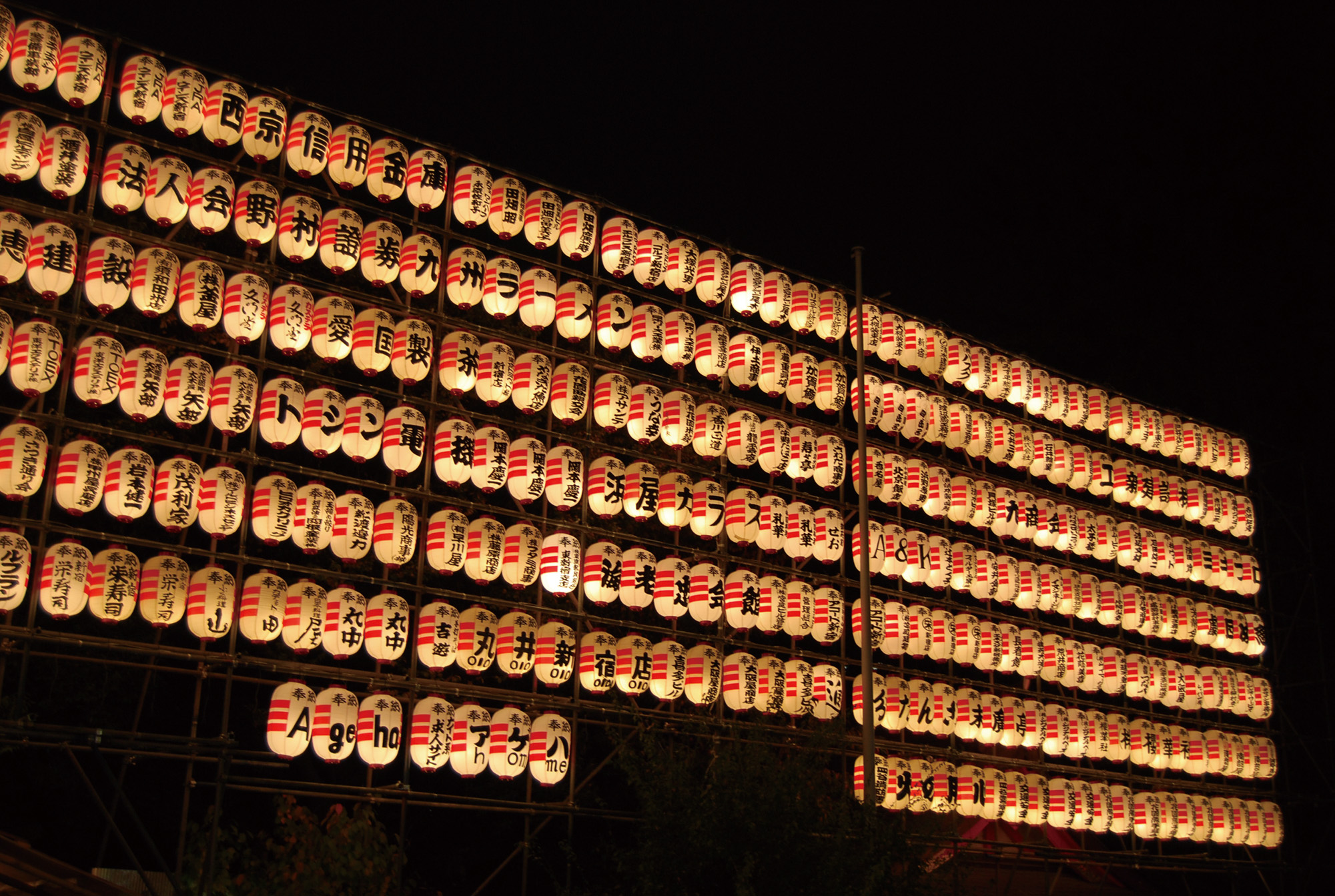
花園神社 酉之市的萬燈（2007年）
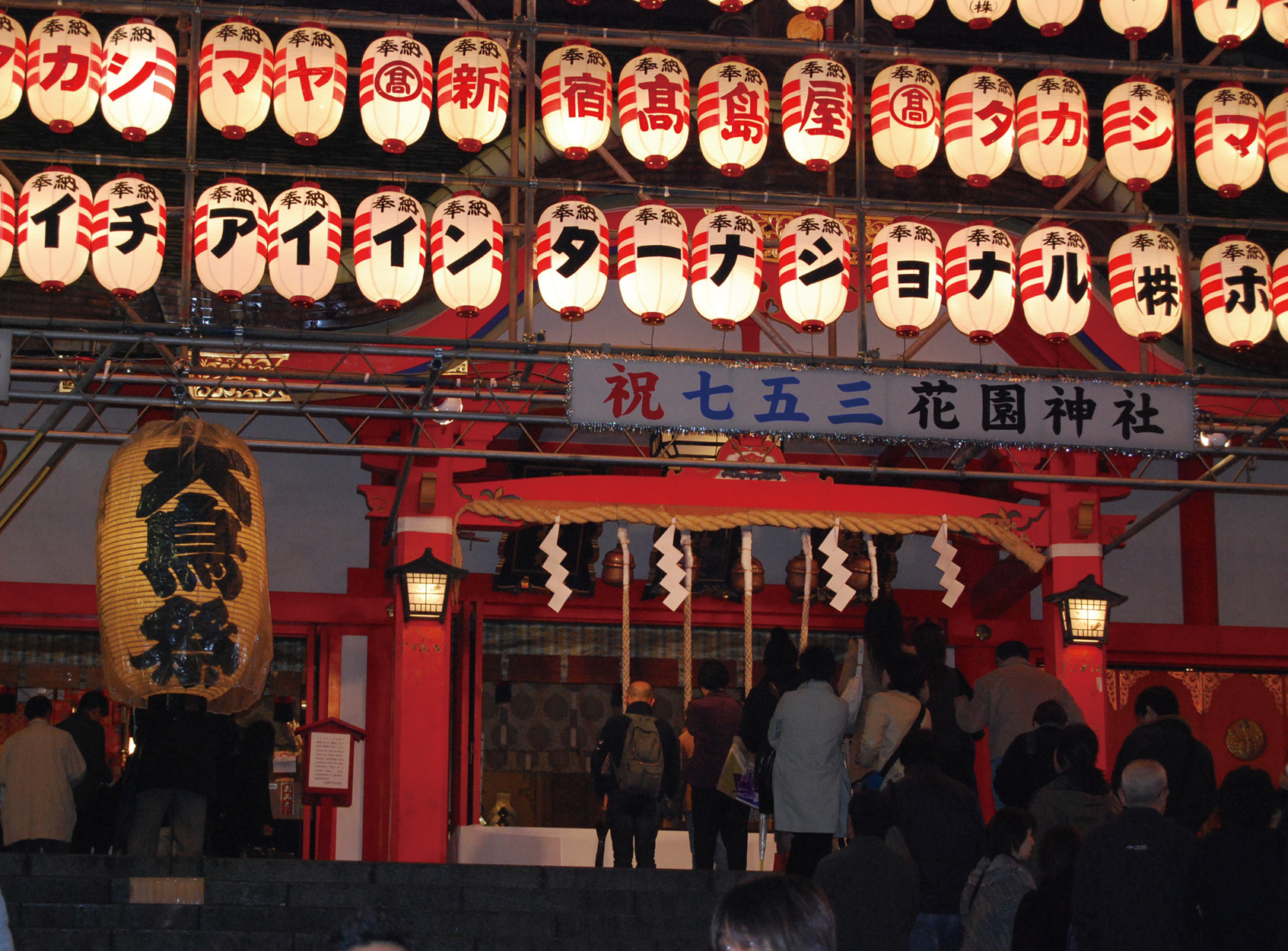
花園神社 酉之市（2007年）
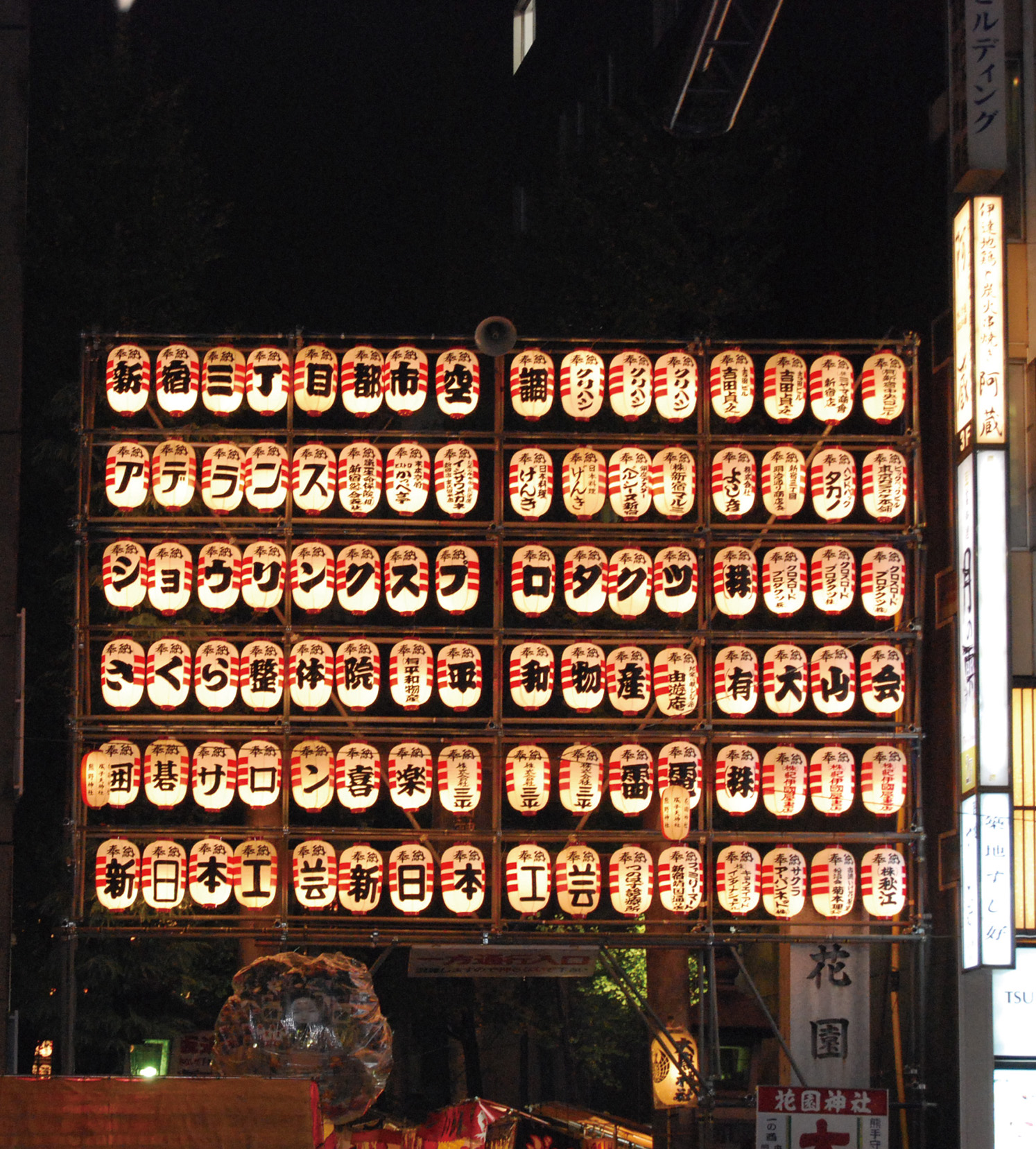
花園神社 酉之市 正面（2007年）
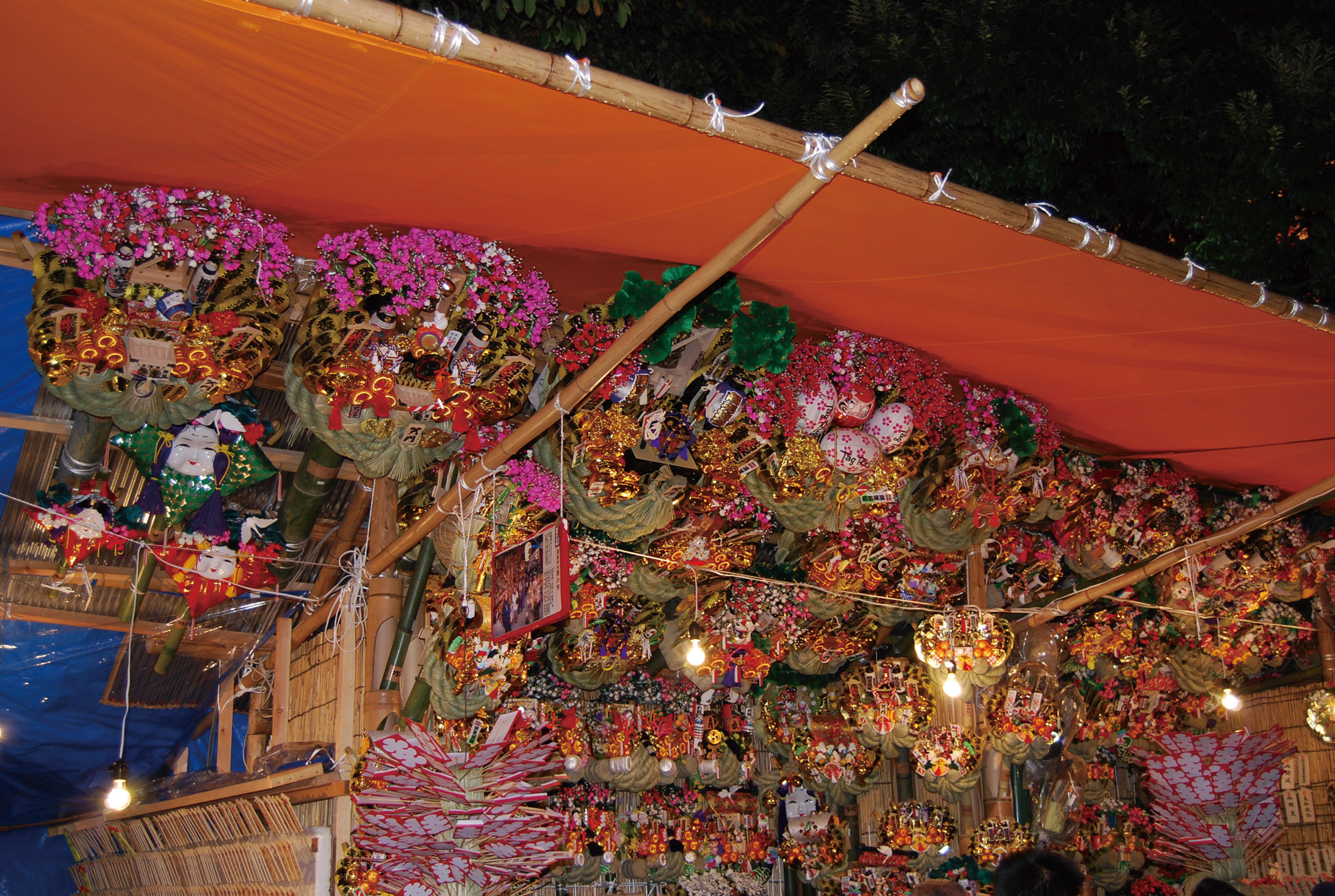
花園神社 酉之市的熊手（2007年）
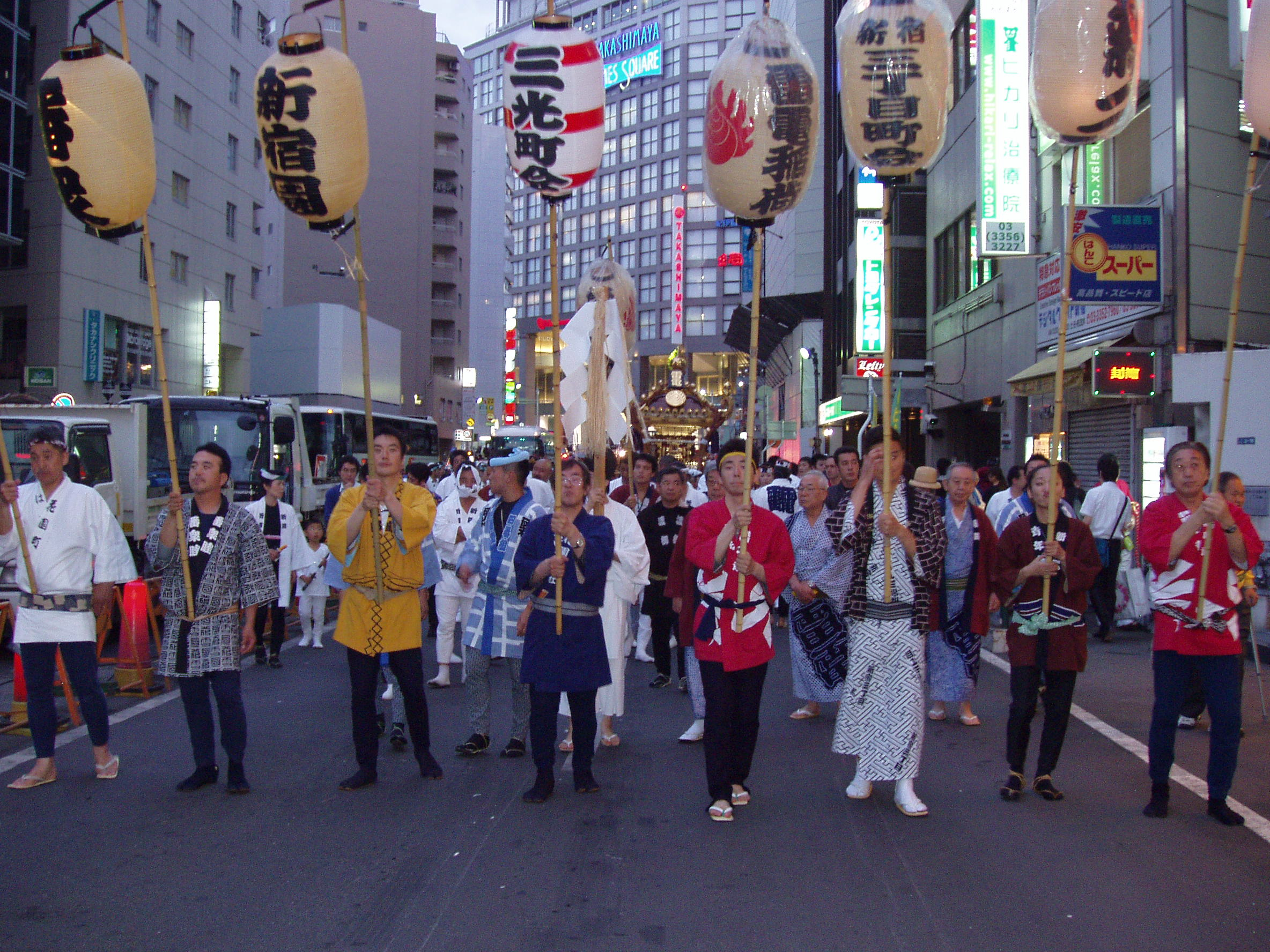
神輿渡御（2008年5月25日拍攝）
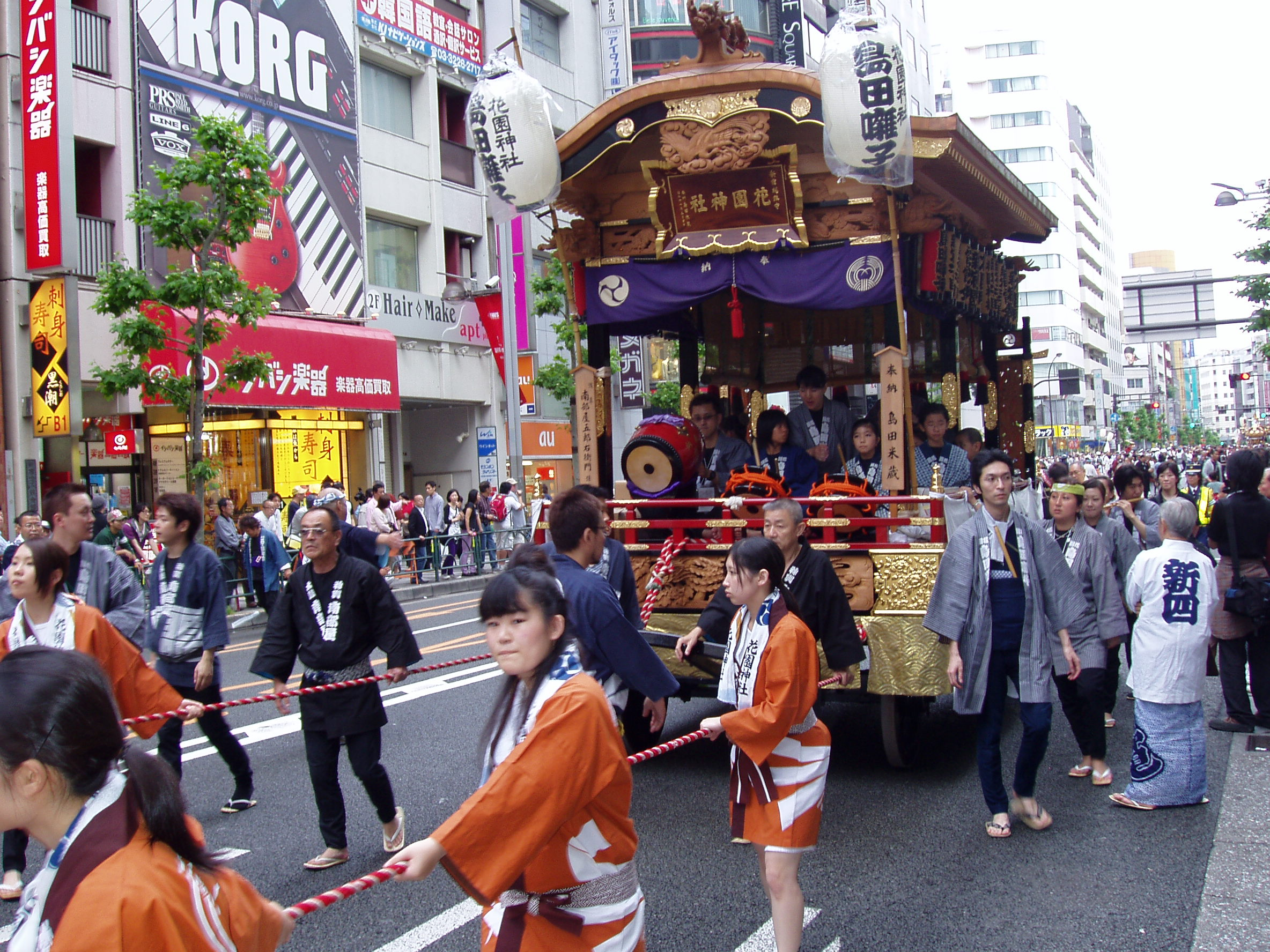
神輿渡御（2008年5月25日拍攝）
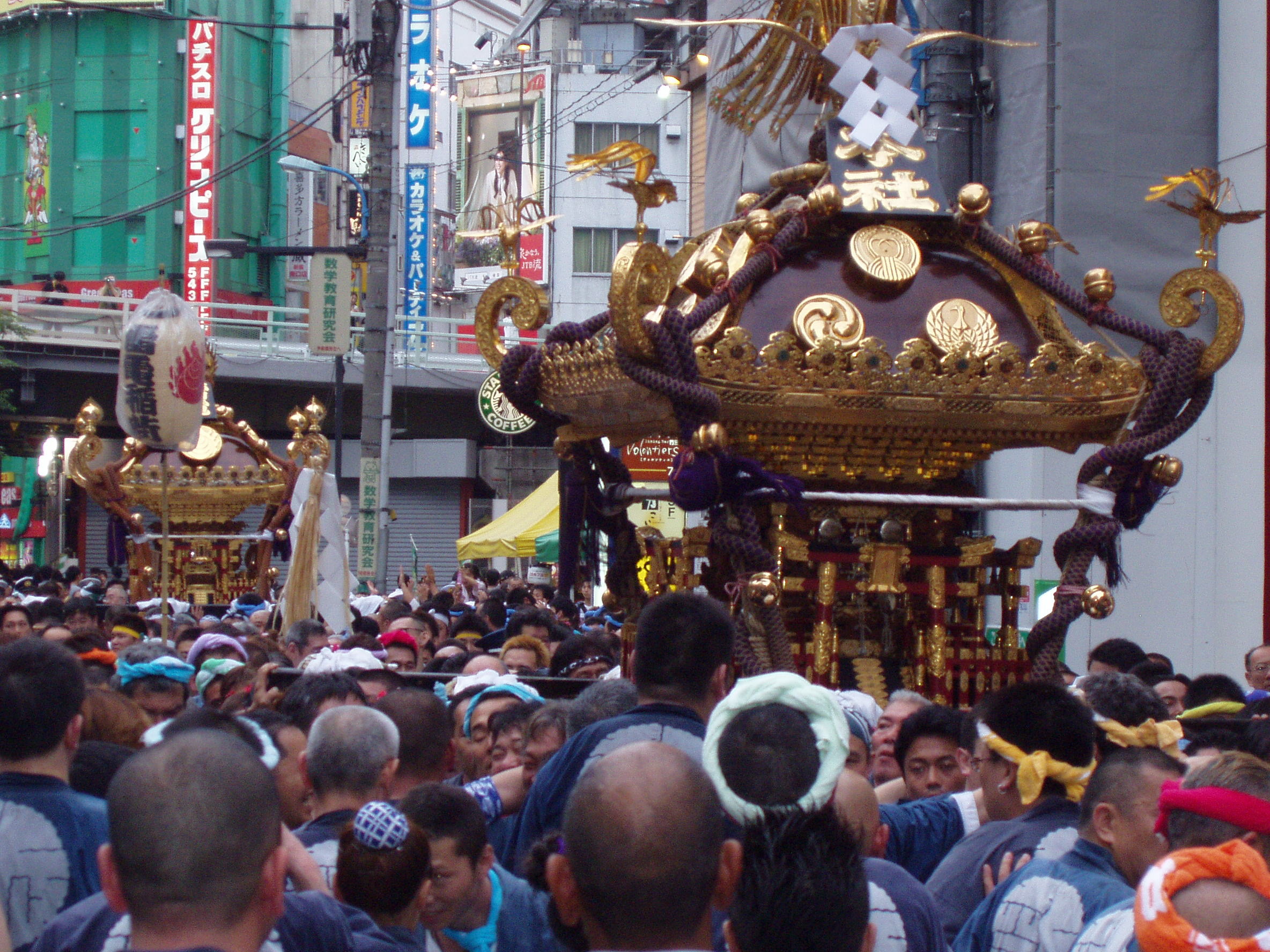
神輿渡御（2008年5月25日拍攝）
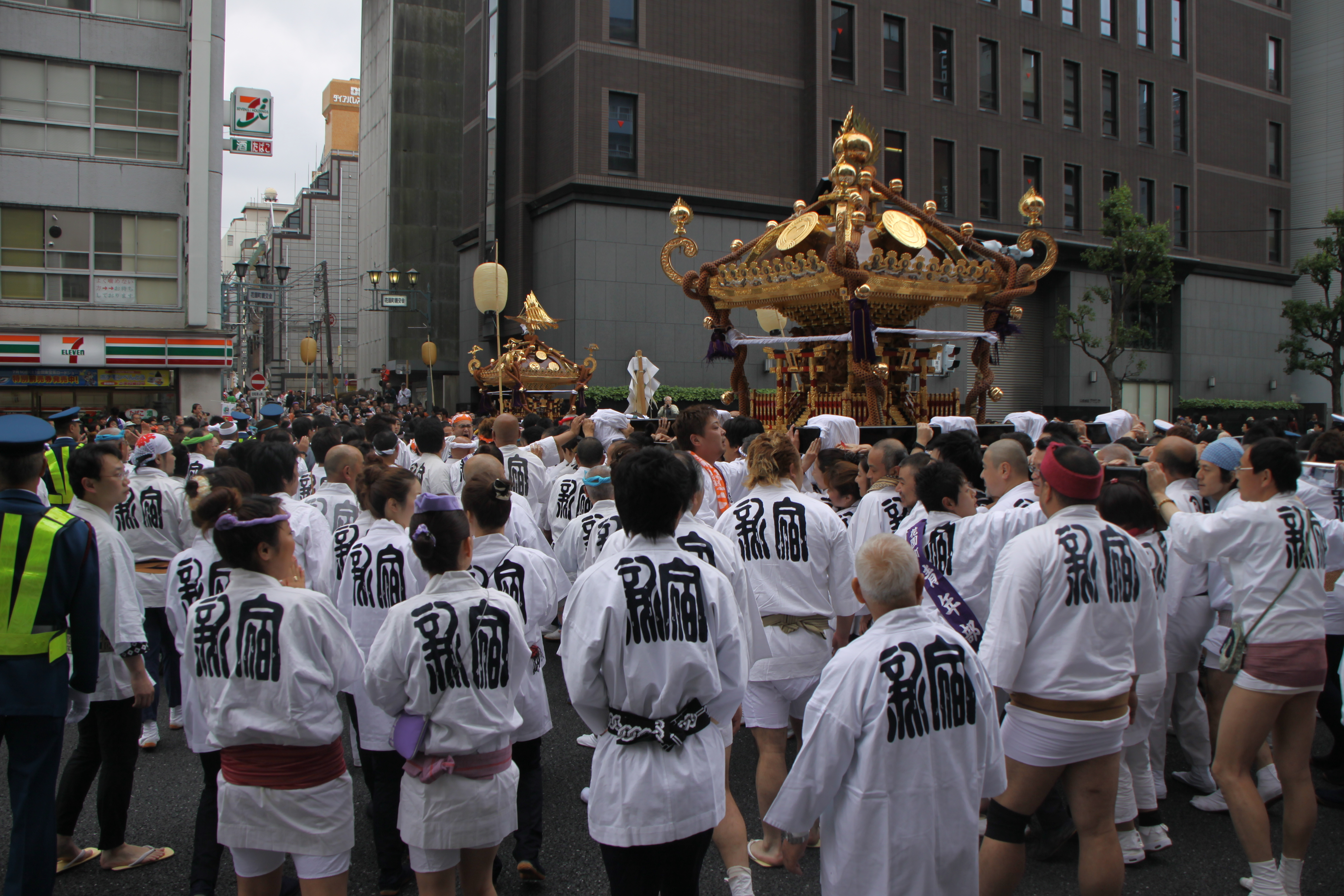
花園神社 御神輿

## 交通
- 地下鐵各線「新宿三丁目站」下車[2]
- 各線「新宿站」東口徒歩7分[2]
- 首都高速4號新宿線「新宿出入口」開車5分[2]
- 都營巴士「新宿三丁目」「新宿伊勢丹前」公車站牌下車[2]

## 氏子地域
新宿一丁目、二丁目、四丁目（各全域）
新宿三丁目1番 - 17番、30番 - 32番（不含舊角筈一丁目部分）
新宿五丁目1番 - 12番、15番（不含舊東大久保一丁目）
歌舞伎町一丁目1番（新宿黃金街）

## 關連項目
- 新宿
- 歌舞伎町 （不過氏子地域只有包括一丁目1番。其他一丁目為十二社熊野神社；二丁目為稻荷鬼王神社的氏子地域。）
- 新宿黃金街
- 新宿追分

## 外部連結
- 花園神社 公式サイト （页面存档备份，存于）